# RepRisk
RepRisk AG è una società di ricerca specializzato nei rischi ambientali, di governance sociale e aziendali (ESG) e di condotta aziendale, con sede a Zurigo, in Svizzera.
La società gestisce una bancadati consultabile su internet sulla esposizione di società, progetti, settori e paesi ai rischi di impatto ambientale, sociale e di governance (rischi ESG). Metodicamente e su base giornaliera RepRisk valuta i rischi, le accuse e le critiche su questioni quali il degrado ambientale, l'abuso dei diritti umani, il lavoro infantile, il lavoro forzato, la frode e la corruzione che possono avere un impatto sulla reputazione di una organizzazione, la redditività finanziaria o portare a criticità di conformità e rispetto normativo. Il database è utilizzato dalle istituzioni finanziarie e dalle multinazionali come due diligence e come strumento di ricerca e monitoraggio del rischio.
Nell'ottobre del 2018, la banca dati include oltre 110 000 società e 27 000 progetti che vengono riportati per avere un collegamento con i rischi ESG. Il database analizza anche i rischi ESG con riferimento a settori e paesi. Inoltre, include dati su temi e questioni ESG per oltre 18 000 ONG e oltre 13 000 agenzie governative.

## Storia
RepRisk è stata costituita nel 1998 come ECOFACT, società di consulenza sul rischio ambientale e sociale focalizzata sul settore finanziario e con base a Zurigo. Nel 2006, su richiesta di un cliente bancario viene creato il suo database sui rischi ESG. Nel 2010 RepRisk si è separata dalla società di consulenza ed è divenuta una società indipendente.

## Metodologia

### Ambito e processo di ricerca
RepRisk analizza quotidianamente circa 80 000 fonti pubbliche e stakeholder esterni, compresa la stampa locale e internazionale e i mezzi di informazione su internet, i siti web di notizie, le newsletters, le organizzazioni non governative (ONG), le agenzie governative, i think tank, i blog e Twitter in 20 lingue diverse. Questa attività di analisi viene fatta per identificare le società ed i progetti che sono stati collegati ad eventi di rischio sui temi ESG. RepRisk monitora 28 temi ESG (per esempio l’inquinamento locale, il lavoro infantile o l’evasione fiscale) e 57 tag tematici, o "questioni calde" (quali l’olio di palma, le trivellazioni nell’Artico, i popoli indigeni, il carbone, o la scarsità d’acqua). L'ambito di ricerca è definito in accordo con gli standard e le norme internazionali, quali i dieci principi del Patto mondiale delle Nazioni Unite (UNGC). 
L'intelligenza artificiale e umana aiuta a tradurre i big data in ricerche e metriche curate. La prima fase consiste nell’analisi delle fonti grazie ad uno strumento d’intelligenza artificiale proprietario, che identifica e pre-filtra i rischi di incidenti attraverso un avanzato processo di estrazione di testo e metadati dal contenuto non strutturato, successivamente sottoposti a deduplicazione e raggruppamento multilingua. Un analista studia gli avvenimenti avversi per definire la rilevanza e la novità dell’evento sulla base di standard internazionali. Le entità di rilievo quali società, progetti, settori e paesi vengono collegati all’evento di rischio e viene redatta una sintesi con titolo. Dopodiché la notizia viene sottoposta ad un controllo di qualità prima che il dato venga aggiunto al database, la piattaforma di rischi ESG di RepRisk.  

### L'Indice di RepRisk (RRI)
L’Indice di RepRisk (RRI) è un metodo di calcolo proprietario che quantifica l’esposizione di una società ai rischi ESG e ai rischi di condotta aziendale.
Il punteggio dell’Indice RRI può variare da zero (il punteggio minimo) a 100 (il punteggio massimo) e più alto è il valore del punteggio, maggiore è l’esposizione al rischio. Le aziende che sono state esposte ad un più alto livello di rischio nel passato sono meno sensibili a nuovi eventi avversi e ad accuse se paragonate ad aziende che sperimentano per la prima volta l’incidente. Se l’azienda non sperimenta nuove criticità, i suoi valori potranno perfino cadere a zero in un lasso massimo di due anni.
Il valore corrente dell’Indice RRI indica l’esposizione corrente alle fonti di stampa e agli stakeholder di una società, di un progetto, di un settore o di un paese. Il picco dell’Indice RRI è un indicatore della complessiva esposizione al rischio che indica il livello più elevato di criticità negli ultimi due anni.
Il valore RRI viene calcolato sulla base di molteplici fattori, quali l’influenza dell’origine dell’informazione, la frequenza e cadenza della criticità, oltre all’originalità e gravità della criticità.

### RepRisk Rating (RRR)
Il RRR (Indice del RepRisk - The RepRisk Rating) è un metodo proprietario di misurazione del rischio che va da AAA a D, simile ad una classificazione di credito, ma per rischi ESG e disponibile esclusivamente per aziende. Unisce l’esposizione al rischio ESG dell’azienda all’esposizione al rischio dei paesi e dei settori all’interno dei quali l’azienda stessa si espone ai rischi. Entrambi i punteggi e la RRR vengono giornalmente aggiornati per tutte le società presenti nel database.

### RepRisk UN Global Compact Violator Flag
Il flag UN Global Compact (UNGC) Violator permette di identificare facilmente le aziende che hanno alto rischio o rischio potenziale di violazione di uno o più di dieci principi UNGC. Con il flag, è possible anche vedere se le violazioni UNGC sono principalmente legate alle operazioni o alle catene di fornitura dell’azienda.

## L’uso esterno di dati
- FactSet usa RepRisk come il primo fornitore indipendente di dati sui rischi ambientali, sociali e di governance (ESG) e di condotta commerciale sulla nuova piattaforma Open:Factset Marketplace.
- UBS è stato il primo cliente di RepRisk. Nel 2010, nell’ambito di una più ampia iniziativa sulla responsabilità sociale d’impresa, UBS ha ampliato il suo database globale di compliance per includere l’informativa raccolta da RepRisk sui rischi ambientali e sociali. I dati raccolti sono relativi a società, a potenziali fornitori e clienti per identificare rischi che possono avere un impatto sulla reputazione della banca e sulla sua performance finanziaria[13][14]. Nel 2011, UBS ha ampliato la propria base dati di compliance globale per includere informazioni su questioni ambientali e sociali fornite da RepRisk, una società di ricerca globale specializzata in analisi di rischio e metriche su temi ambientali, sociali e di corporate governance (ESG). Ciò è stato fatto nel tentativo di mitigare i rischi ambientali e sociali che potrebbero influire sulla reputazione della banca o sulla sua performance finanziaria e per contribuire allo stesso tempo a standardizzare livello globale e ad implementare in modo sistematico i processi di due diligence della società. I dati forniti da RepRisk vengono utilizzato nel processo di on-boarding per la ricerca di potenziali nuovi clienti e partner, accanto a periodiche revisioni dei clienti esistenti e, anche, per valutare i rischi connessi alle operazioni di investment banking e di credito istituzionale[15][16].
- L'Indice di Sostenibilità del Dow Jones (DJSI) / RobecoSAM: RobecoSAM usa RepRisk come parte della sezione di analisi delle fonti di stampa e degli stakeholder nell'ambito della sua valutazione della Sostenibilità di una Società per il Dow Jones Sustainability Index[17][18]. Una volta che una società è inserita nel DJSI, viene monitorata giornalmente allo scopo di identificare eventuali problematiche, che possano portare all'esclusione della società stessa se ritenute abbastanza critiche. Esempi di eventi che potrebbero portare all'esclusione includono: pratiche commerciali, violazioni dei diritti umani, licenziamenti o controversie di lavoro, o disastri catastrofici. Tale monitoraggio è supportato da RepRisk, una società di ricerca globale e fornitrice di dati di rischio ambientale, sociale e di corporate governance (ESG). RepRisk effettua un monitoraggio giornaliero dei media, stakeholder esterni e di altre fonti terze accessibili al pubblico allo scopo di identificare i rischi correlati a queste problematiche. Le informazioni raccolte vengono poi sistematicamente analizzate e quantificate. Se un evento critico accade, la situazione viene analizzata da RobecoSAM per l'ambito di competenza. Se abbastanza grande, l'evento sarà analizzato ulteriormente in base alla gravità, la copertura dei media, e la gestione delle crisi. Gli analisti di RobecoSAM decideranno a questo punto se la società sarà esclusa dal DJSI. Un rapporto di garanzia è completato da Deloitte per garantire la validità delle informazioni dell'azienda.[19]
- FTSE: RepRisk è tra i fornitori di dati ESG usati da FTSE nella sua metodologia ESG per vari benchmark[20].
- Il Fondo Pensione Norvegese (Norwegian Global Pension Fund), il più grande Fondo Sovrano al mondo, ha selezionato RepRisk nel 2009 come fornitore chiave per lo screening del suo portafoglio per gravi rischi ambientali e sociali, in virtù della capacità di RepRisk di coprire un universo illimitato di società. RepRisk è stato nuovamente selezionato nel 2013[21][22]. Per sostenere il processo di screening etico, il Comitato Etico collabora con RepRisk ESG Business Intelligence, una società di ricerca globale e fornitrice di dati di rischio ambientale, sociale e di corporate governance (ESG). RepRisk esegue un monitoraggio delle società in portafoglio del fondo pensione norvegese per questioni come gravi violazioni dei diritti umani, in particolare per quanto riguarda il lavoro minorile, il lavoro forzato, e le violazioni dei diritti individuali nelle zone di conflitto, così come il degrado ambientale grave e la corruzione. RepRisk ha collaborato con il Comitato Etico dal 2009 e nel 2014, e ha vinto nuovamente la gara per la fornitura dei dati ESG per il periodo 2014-2017[23].
- First Sentier Investors: RepRisk è usato per la ricerca delle società in portafoglio e per il dialogo (engagement)[24].
- BASF: il database di RepRisk viene usato per analizzare i rischi ESG dei fornitori di BASF[25].
- The Sustainability Accounting Standards Board (SASB) usa i dati di RepRisk come input per lo sviluppo degli standard contabili di sostenibilità, basando la sua ricerca su prove di efficacia[26].
- Carbon Disclosure Project (CDP): i dati di RepRisk vengono utilizzati nella valutazione annuale delle società che hanno una performance migliore in tema di attenzione al cambiamento climatico (CDP's Climate Performance Leaders) e all'utilizzo di acqua (Water Performance[27][28][29][30].
- Principles for Responsible Investment (PRI) sostenuti dalle Nazioni Unite: RepRisk viene usato dal team dedicato al coinvolgimento dei PRI per aiutare ad identificare i rischi ESG nella catena di valore dell'investimento e per promuovere il dialogo con le società e gli stakeholder[29].
- Global 100 Ranking: i dati di RepRisk vengono incorporati nella parte di ricerca relativa alle sanzioni per la classifica delle 100 società più sostenibili e per l'indice azionario di sostenibilità gestito da Corporate Knights Capital[31][32].
- World's Most Ethical Companies ranking: i dati di RepRisk vengono usati come parte del processo di valutazione per la designazione delle Società più Etiche del Mondo pubblicato da Ethisphere[33][34][35].
- 2014 Newsweek Green Rankings: Newsweek ha incorporato l'analisi di RepRisk del rischio reputazionale per le società nell'indicatore “Punteggio Reputazionale” nel suo Green Ranking 2014[36].
- Ecolab: I punteggi di rischio industriale e nazionale sono disponibili nella sezione di analisi dei rischi del Water Risk Monetizer sviluppato da Ecolab.

## Prodotti e servizi del database
I dati di RepRisk sono disponibili in vari formati e prodotti. La Piattaforma dei Rischi ESG di RepRisk è il database di ricerca online per i rischi ESG che riguardano società, progetti, settori e Paesi. Il database è usato dalle istituzioni finanziarie e dalle multinazionali come uno strumento di ricerca e monitoraggio del rischio. A ottobre 2018 il database include oltre 110 000 società quotate e non e 27 000 progetti che sono collegati a rischi ESG Il database analizza anche i rischi ESG in relazione a settori e a Paesi. Include anche dati su questioni e temi ESG per oltre 18 000 ONG ed oltre 13 000 agenzie governative.
È anche possibile accedere ai dati di RepRisk sotto forma di flusso di dati, esportazione di dati quantitativi estratti su misura e integrati in altri sistemi e processi. Questi dati vengono usati per vagliare e monitorare ampi insiemi di dati nel settore bancario, nelle sottoscrizioni di titoli, nel risparmio gestito e nella catena dei fornitori.
Il RepRisk Benchmarking Briefs riassume le situazioni d’esposizione al rischio fino a dieci aziende ed è disponibile per l’acquisto online.
I Rapporti di Società (Company Reports) di RepRisk sono rapporti in PDF che evidenziano i rischi ESG e reputazionali per una singola società. I rapporti possono essere acquistati online. Sono anche disponibili delle brevi relazioni sul monitoraggio dei fornitori (Supplier Monitoring Briefs) e sul monitoraggio dei portafogli di investimento (Portfolio Monitoring Reports). Questi sono dei rapporti in PDF redatti su base mensile e trimestrale che identificano, nell’ambito di una lista di fornitori o di un portafoglio di investimento, le società che sono più esposte ai rischi ESG e che hanno maggiore probabilità di violare politiche interne, linee guida etiche o standard [null]internazionali.

## Pubblicazioni e ricerca

### Rapporto Annuale sulle Società più Controverse
RepRisk rilascia una classifica annuale sulle dieci società più esposte ai rischi ESG nel mondo. La classifica è basata sulle società che hanno il più elevato indice RRI nel corso di un singolo anno.
| Rank              | 2009                          | 2010                    | 2012                     | 2013                                                    | 2014                                                    | 2015                                                                            | 2016                                                    | 2017                                                |
| ----------------- | ----------------------------- | ----------------------- | ------------------------ | ------------------------------------------------------- | ------------------------------------------------------- | ------------------------------------------------------------------------------- | ------------------------------------------------------- | --------------------------------------------------- |
| 1                 | Peanut Corporation of America | Transocean Ltd          | Tazreen Fashions Ltd     | International Federation of Association Football (FIFA) | Chonghaejin Marine Company                              | Ruihai International Logistics Co                                               | 1Malaysia Development Berhad (1MDB)                     | The Weinstein Company                               |
| 2                 | Vedanta Resources             | BP PLC                  | Olympus Corp             | Punta Fa SL (Mango)                                     | Takata Corp                                             | Uber Technologies Inc.                                                          | Mossack Fonseca                                         | Kobe Steel Ltd (Kobelco)                            |
| 3                 | Newmont Mining Corporation    | Vedanta Resources PLC   | Lonmin PLC               | Comigel SAS                                             | Chang Guann Company                                     | Samarco Mineração SA                                                            | \| Samarco Mineração \|                                 | J&F Investimentos SA                                |
| 4                 | Rio Tinto                     | ExxonMobil Corporation  | News Corp Ltd            | HSBC Holdings PLC                                       | Zhongrong Metal Products                                | Takata Corp                                                                     | Jiangsu Changlong Chemicals Co Ltd                      | Appleby Global Group Services Ltd (Paradise Papers) |
| 5                 | Walmart                       | Foxconn Electronics Inc | Samsung Group            | Findus Group Ltd                                        | Uber Technologies                                       | Blue Bell Creameries LP                                                         | Daewoo Shipbuilding & Marine Engineering (DSME)/ Unaoil | Stalreiniging Barneveld (Chickfriend)               |
| 6                 | Siemens                       | Chevron Group           | HSBC Holdings PLC        | Fonterra Co-operative Group Ltd                         | International Federation of Association Football (FIFA) | HSBC Private Bank (Suisse)                                                      |                                                         | Equifax                                             |
| 7                 | KBR                           | BG Group PLC            | Reebok International Ltd | GlaxoSmithKline PLC                                     | Dongguan Shinyang Electronics                           | Sony Corp                                                                       | Rizal Commercial Banking Corporation                    | Rolls-Royce Group                                   |
| 8                 | ExxonMobil Corporation        | Royal Dutch Shell       | ING Bank NV              | BNP Paribas SA                                          | General Motors                                          | Volkswagen AG                                                                   | Lotte Group                                             | Odebrecht SA                                        |
| 9                 | BP PLC                        | Sinar Mas Group         | Wyeth LLC                | ICAP PLC                                                | KT ENS Corp                                             | Fédération Internationale de Football Association (FIFA)                        | Gruppo Volkswagen                                       | Petroleos de Venezuela SA                           |
| 10                | BHP Billiton                  | Magyar Aluminium        | TeliaSonera AB           | Samsung Group                                           | Neiman Marcus Group                                     | 1Malaysia Development Berhad /Odebrecht SA /General Motors/ Honda Motor Company | Odebrecht SA                                            | Transnet SOC Ltd                                    |
| Samarco Mineração |                               |                         |                          |                                                         |                                                         |                                                                                 |                                                         |                                                     |

### Rapporto Annuale sui Progetti più Controversi
Dal 2013 RepRisk rilascia una classifica annuale sui dieci progetti più controversi nel mondo per quanto riguarda i rischi ESG. La classifica è basata sui progetti che hanno il più alto indice RRI nel corso di un singolo anno.
| Rank | 2013                                  | 2014                                     | 2015                                                                                | 2016                                                                                             | 2017                                   |
| ---- | ------------------------------------- | ---------------------------------------- | ----------------------------------------------------------------------------------- | ------------------------------------------------------------------------------------------------ | -------------------------------------- |
| 1    | Rana Plaza                            | Kunshan Zhongrong Metal Plating Factory  | Rajput Polyester Factory                                                            | Fengcheng Power Plant Phase 3                                                                    | Grenfell Tower                         |
| 2    | Pegasus Pipeline                      | Buenavista del Cobre Mine (Cananea Mine) | Valenzuela Slipper Factory                                                          | Hong’ao Landfill (Hong Ao Landfill; Hongao Construction Waste Dump)                              | Ctrip Day Care Center                  |
| 3    | Big Gossan Mine                       | Soma Komur Isletmeleri Mine              | Vostochnyi Spaceport (Vostochny Kosmodrom)                                          | ETP Crude Pipeline Project (Bakken pipeline; Dakota Access Pipeline)                             | Fu Yuan Lu Leng 999 Vessel             |
| 4    | Four Rivers Refurbishment Project     | Abbot Point Port Expansion               | Tia Mia Gold Mining Project                                                         | Aliso Canyon Natural Gas Storage Facility                                                        | Brook House Immigration Removal Centre |
| 5    | Fukushima Daiichi Nuclear Power Plant | Mauna Ocean Resort                       | Angra 3 Nuclear Reactor                                                             | Sports Direct Shirebrook Warehouse                                                               | Nord Stream 2 Gas Pipeline             |
| 6    | Foxconn Zhengzhou Technology Park     | 2022 FIFA World Cup                      | Hpakant Gyi Jade Mine / Carmichael Coal Mine / Rail Project (Galilee Basin Project) | Petroquimica Mexicana de Vinilo (PMV) Plant                                                      | Jalabiya Cement Works                  |
| 7    | Gyama Polymetallic Mine               | Mount Polley Mine                        | Ilha Pura Olympic Village                                                           | Agua Zarca Hydroelectric Project                                                                 | OPL 245 Oil Block                      |
| 8    | Mtwara Dar es Salaam Pipeline         | Qingdao Port                             | Long Lake Oil Sands Project                                                         | Tongi Packaging Plant (Tampaco Foils)                                                            | Changwon Jinhae Shipyard               |
| 9    | Rustenburg Chrome Mine                | Moscow Metro                             | Formosa Fun Coast Water Park                                                        | Angra dos Reis Nuclear Complex (Almirante Alvaro Alberto Nuclear Complex) / Jinshangou Coal Mine | Guangzhou No 7 Thermal Power Plant     |
| 10   | San Jose del Progreso Gold and Silver | Dan River Steam Station                  | Grand Mosque Expansion Project                                                      |                                                                                                  | Imperial Pacific Resort Hotel          |

### Ulteriori Pubblicazioni
- Special Report on Migrant Labor (September 2018) (link)
- Special Report on Coal-fired Power Plants (June 2018) (link)
- Special Report on the Most Controversial Projects of 2017 (March 2018) (link[collegamento interrotto])
- Special Report on the Most Controversial Companies of 2017 (January 2018) (link[collegamento interrotto])
- Special Report on Oil and Gas sector (July 2017) (link[collegamento interrotto])
- Special Report on Ten Years of Global Banking Scandals (May 2017) (link[collegamento interrotto])
- Special Report on the Most Controversial Projects of 2016 (March 2017) (link[collegamento interrotto])
- Special Report on the Most Controversial Companies of 2016 (January 2017) (link[collegamento interrotto])
- Sector Benchmarking Report on the Retail sector (December 2016) (link[collegamento interrotto])
- Sector Benchmarking Report on the Pharmaceuticals and Biotechnology sector (October 2016) (link[collegamento interrotto])
- Special Report on Human trafficking (September 2016) (link[collegamento interrotto])
- Special Report ASEAN Series: Myanmar (August 2016) (link[collegamento interrotto])
- Special Report ASEAN Series: Philippines (July 2016) (link[collegamento interrotto])
- Special Report on Tax Optimization (June 2016) (link[collegamento interrotto])
- Special Report ASEAN Series: Malaysia (May 2016) (link[collegamento interrotto])
- Special Report on Forced Labor (April 2016) (link[collegamento interrotto])
- Special Report on the Most Controversial Projects of 2015(March 2016) (link[collegamento interrotto])
- Special Report on Uber Technologies Inc (February 2016) (link[collegamento interrotto])
- Special Report ASEAN Series: Lower Mekong Delta – Cambodia, Laos, Thailand, and Vietnam (February 2016) (link[collegamento interrotto])
- Special Report on the Most Controversial Companies of 2015 (January 2016) (link[collegamento interrotto])
- Special Report ASEAN Series: Indonesia (December 2015) (link[collegamento interrotto])
- Joint Special Report on Negligence (November 2015) (link[collegamento interrotto])
- Joint Special Report on Privacy Issues (June 2015) (link[collegamento interrotto])
- Special Report on Seabed Mining and Deep Sea Drilling (June 2015) (link[collegamento interrotto])
- Special Report on ESG risks in Colombia (December 2014) (link[collegamento interrotto])
- Special Report on Indigenous Communities (September 2014) (link[collegamento interrotto])
- Special Report on Most Controversial Mining Projects (August 2014) (link[collegamento interrotto])
- Special Report on MINT countries (February 2014) (link[collegamento interrotto])
- Special Report on Consumer electronics (December 2013) (link[collegamento interrotto])
- Special Report on Arctic Drilling (June 2013) (link[collegamento interrotto])
- Special Report on BRIC countries (December 2012) (link[collegamento interrotto])
- Special Report on Water Scarcity (November 2011) (link)
- Special Report on Tar Sands (August 2011) (link)
- Special Report on "Fracking" (June 2011) (link[collegamento interrotto])

### Ricerca
- L'effetto delle Notizie Negative sul Rischio di Credito: I dati di RepRisk sono stati usati nello studio: “L'effetto delle notizie negative sul rischio di credito: una visione a partire dai mezzi di comunicazione del prezzo della responsabilità sociale d'impresa” che ha dimostrato che più notizie negative sui temi ESG e della RSI sono associate a maggiori spread sui credit default swap (CDS). La ricerca ha vinto il Riconoscimento di Eccellenza nella Ricerca sull'Investimento Responsabile alla conferenza 2013 della Network Accademico dei Principi per l'Investimento Responsabile delle Nazioni Unite (UN PRI)[29].
- L’Alfa nell’ESG in Cina: i dati di RepRisk sono stati usati come base per la ricerca "L’Alfa nell’ESG in Cina" che ha investigato l’effetto dei rischi ESG sull’andamento azionario delle imprese cinesi e ha dimostrato che i criteri ESG possono essere usati per generare alfa (ossia sovra-rendimento) per gli investimenti in società cinesi. La ricerca ha vinto il premio europeo dello UN PRI nella categoria Strategia di Investimento [citation needed].
- Kepler Cheuvreux: Kepler Cheuvreux e Affectio Mutandi hanno incluso i dati di RepRisk nella loro ricerca Soft Law Violation & Liability[43].
- RepRisk e CSRHub hanno pubblicato una ricerca congiunta nel Maggio 2015 sulla relazione tra performance di Responsabilità Sociale d'Impresa percepita ed esposizione al rischio reputazionale relativo alle questioni ESG[44][45].
- Le performance dei fondi d’investimento europei ESG [46].
- L’effetto delle notizie cattive sulla reputazione e sul valore azionario: un’indagine empirica[47].
- Does Corporate Social Responsibility Benefit Society? Jun Li, University of Michigan, Stephen M. Ross School of Business, and Di (Andrew) Wu, University of Michigan, Stephen M. Ross School of Business (2017)[48][49][50].
- Rapporto fra Prestazioni di Sostenibilità ed Informativa sulla Sostenibilità—Riconciliazione tra la Teoria di Divulgazione Volontaria e la Teoria di Legittimità
- Come la Media Copertura dell’Irresponsabilità corporative sociale incrementa I Rischi Finanziari
- Responsabilità sociale delle imprese e Rischio aziendale della Reputazione[51]

## Partners
- Carbon Disclosure Project(CDP)
- Corporate Excellence
- Corporate Knights
- CQI | IRCA
- FactSet
- GEC Risk Advisory
- UN's Principles for Responsible Investment initiative
- World Resources Institute (WRI)

A settembre 2015 è stato reso noto che RepRisk è entrata in una partnership strategica con Institutional Shareholder Services (ISS) per fornire servizi a società di gestione e investitori istituzionali.
Nell´ottobre 2015 è stato reso noto che i dati di RepRisk sono stati resi disponibili per scopi di ricerca alle università attraverso una partnership con la piattaforma di ricerca Wharton Research Data Services (WRDS) Wharton School.
Nel novembre 2016, RepRisk avvia un rapporto di partenariato con la Bureau van DijK, un editore d’informazioni aziendali.
I dati di RepRisk sono in parte disponibili attraverso fornitori di dati finanziari quali FactSet, Interactive Data Corporation, SIX Financial Information, and SunGard.

## Riconoscimenti
- RepRisk viene riconosciuta quale Gold Standard nei dati ESG dagli esperti di settore, normativa Deep Data Delivery.[59][60]
- RepRisk viene classificata come la società con il migliore database analitico sui rischi nella catena di valore della ricerca SRI & di Corporate Governance nel Questionario IRRI del 2014 realizzato da WeConvene Extel (Thomson Reuters) e SRI-Connect[61].
- A marzo 2013 RepRisk ha ricevuto come riconoscimento dalla Commissione per la Tecnologia e l'Innovazione (CTI) del Governo Svizzero un fondo per la ricerca insieme alla Università di Zurigo Zurich University for Applied Sciences (ZHAW), per sviluppare degli strumenti che promuovano la trasparenza nella catena dei fornitori con l'utilizzo di dati di RepRisk[62]
- RepRisk ha ricevuto il riconoscimento per la più importante innovazione nella Sostenibilità (Most Important Innovation in Sustainability) al Congresso sulla Sostenibilità 2011 tenutosi nel maggio 2011 a Bonn.